# Pyrgos (Bezirk Limassol)
Pyrgos (griechisch Πύργος) ist eine Gemeinde im Bezirk Limassol in der Republik Zypern. Bei der Volkszählung im Jahr 2021 hatte sie 3066 Einwohner.

## Lage und Umgebung

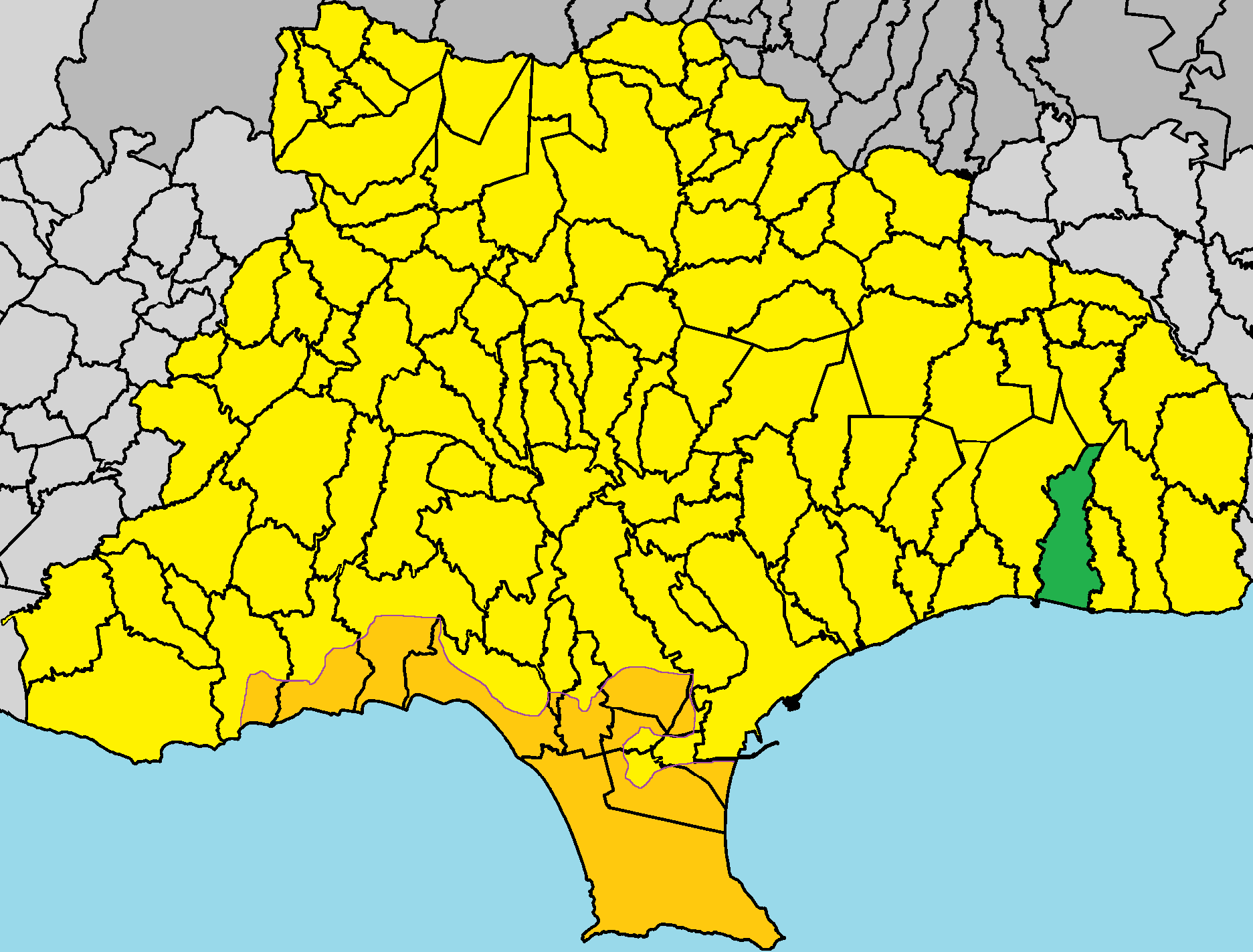
Lage im Bezirk Limassol

Pyrgos liegt im Süden der Mittelmeerinsel Zypern auf einer Höhe von etwa 75 Metern, etwa 13 Kilometer östlich von Limassol. Das 14,7095 Quadratkilometer große Dorf grenzt im Westen an Parekklisia, im Norden an Sanida und im Osten an Monagroulli und Moni. Die Südseite des Verwaltungsgebiets ist Küstengebiet. Durch die Gemeinde führen in Küstennähe die Straßen A1 und B1, die jedoch keine Abfahrt in Dorfnähe haben. Das Dorf kann über die F122 erreicht werden.
In der Umgebung werden Zitruspflanzen, Oliven, Johannisbrot, Mandeln, Getreide, Heilpflanzen, verschiedene Obstbäume, ein paar Weinreben und ein paar Hülsenfrüchte angebaut. Außerdem werden verschiedene Gemüsesorten angebaut, insbesondere Tomaten.

## Geschichte
Pyrgos existierte im Mittelalter unter dem gleichen Namen. Auf alten Karten ist er mit den Namen Pirgo und Birgo gekennzeichnet. Das Dorf erhielt seinen Namen von einem Turm, der in der byzantinischen Zeit in der Gegend stand. In der fränkischen Zeit stand in der Gegend auch ein Turm. Dieser Turm war vermutlich ein zentrales Gebäude einer Adelsfamilie, der das Dorf als Lehen gehörte.
Nearchos Cleridis erwähnt, dass es nach einer lokalen Erzählung im Dorf einen „Turm von Rigaina“ gab, von dessen Boden aus ein Tunnel begann, der nach Amathous führte. Außerdem befand sich im Turm der Überlieferung nach eine ganz goldene Kutsche, in der die Regina, eine Person der Volkstradition Zyperns, bewegt wurde. Ein altes Gebäude im Dorf ist als Rigudin bekannt, und es wird angenommen, dass sein Boden der des ursprünglichen Turms ist, von dem aus der Tunnel begann.
Im Bereich des Dorfes gibt es mindestens zwei archäologische Stätten aus prähistorischer Zeit, die die sehr alte Besiedlung der Gegend belegen. Das Dorf liegt ganz in der Nähe der antiken Stadt Amathous, in deren Verwaltungsgebiet sein Gebiet in der Antike eingeschlossen war.

### Bevölkerungsentwicklung
| Jahr      | 1881 | 1891 | 1901 | 1911 | 1921 | 1931 | 1946 | 1960 | 1976 | 1982 | 1992 | 2001 | 2011 | 2021 |
| Einwohner | 187  | 326  | 345  | 398  | 412  | 478  | 570  | 702  | 723  | 803  | 901  | 1348 | 2363 | 3066 |